# سیارک ۱۰۱۵۴
سیارک ۱۰۱۵۴ (به انگلیسی: 10154 Tanuki، نامگذاری:1994UH) ده هزار و صد و پنجاه و چهارمین سیارک کشف شده‌است که در ۳۱ اکتبر ۱۹۹۴ کشف شد.